# José Ramón Mercado
José Ramón Mercado Romero (Ovejas, 19 de marzo de 1936-Cartagena de Indias, 11 de junio de 2021) fue un escritor, poeta, profesor y dramaturgo colombiano.

## Biografía
Nació en Ovejas Sucre. Fue rescatado del analfabetismo en la escuela de la Niña Pacha, fundada y administrada por la educadora Francisca Fernández, con quien tuvo una deuda de gratitud inmensa. hizo sus estudios secundarios en el liceo cervantes de Corozal, Estudió ciencias sociales y economía en la Universidad Nacional de Colombia, realizó su especialización en Administración Social en la misma institución y complementó en Magíster en Administración Pública en la Escuela Superior de Administración Pública. Realizó su maestría de Lingüística y Literatura de la Universidad de pamplona en 1997. Su trayectoria como profesor empezó como rector del Colegio INEM José Manuel Rodríguez Torices de Cartagena entre 1976-2001. Se desempeñó como profesor de la Universidad Central de Colombia y de la Universidad de Pamplona.
Entre su profesión como dramaturgo se ocupó como director de teatro. Dentro sus participaciones teatrales se destacaron: Los Seres Anónimos, El Baile de los Bastardos, Pasos de un Drama en el Parque, Declaración de Amor en público a Marilym, Las adolescentes, Monólogo de Tita, Encontrado en un Baúl, El Crimen Fue en Granada, y otros sketches. Tuvo un diagnóstico positivo de COVID-19 en mayo de 2021, por lo que fue hospitalizado en Cartagena. Fue internado en la Unidad de Cuidados Intensivos y murió el 11 de junio de 2021 por una neumonía derivada de la enfermedad.

## Publicaciones
- Réquiem por un negrito (Teatro-1965)
- No solo poemas (Poesía-1970)
- Las mismas historias[n 1] (Cuentos-1974)
- Último round y otros cuentos (Cuentos-1974)
- Perros de Presa (Cuentos-1975)
- El cielo que me tienes Prometido (Poesía-1983)
- Agua de Alondra (Poesía-1991)
- Retrato del Guerrero (Poesía-1993)
- El baúl de los bastardos (Teatro-1995)
- Árbol de Levas (Poesía-1996)
- Agua del tiempo muerto (Poesía-1996)
- La noche del Nocaut (cuento-1996)
- Los días de la ciudad (Poesía-2004)
- Agua Erótica (Poesía-2005)
- La casa entre los árboles (Poesía-2006)
- Poemas y Canciones Recurrentes (Poesía-2008)
- Tratado de Soledad (Poesía-2009)
- Pájaro Amargo (Poesía-2013)
- Vestigios del náufrago (Poesía-2016)
- Vuelamasquelviento (Novela-2016)
- La Casa del Conde (Novela 2018)
- Anatomía del Regreso[n 2] (Poesía-2021)